# Sinjaja (Lena)
De Sinjaja (Russisch: Синяя; "azuur", "donkerblauw") is een 597 kilometer (vanaf de Oelachan-Sine 629 km) lange zijrivier van de Lena. De rivier stroomt door de Russische autonome republiek Jakoetië, in het noorden van Oost-Siberië.
De rivier ontstaat door de samenvloeiing van de rivieren Oot-Sine en Oeachan-Sine. Het stroomgebied van de rivier bevindt zich geheel in het noordelijke deel van het Lena-plateau in het oostelijk deel van het Midden-Siberisch Bergland en telt ongeveer 3300 meren. De rivier stroomt overwegend in zuidoostelijke richting en bereikt de Lena op enkele honderden kilometers ten noorden van Jakoetsk.
De rivier telt 1098 zijrivieren. De grootste hiervan zijn de Tsjyra (181 km) en Matta (195 km) aan linkerzijde en de Tsjyna (240 km) en Changdaryma (175 km) aan rechterzijde. De rivier wordt gevoed door sneeuw en regen en is bevroren van de tweede helft van oktober tot de tweede helft van mei, waarbinnen de rivier 50 tot 80 dagen volledig is bevroren tot op de bodem. In het stroomgebied bevinden zich geen plaatsen van betekenis.